# Madonna dei Miracoli

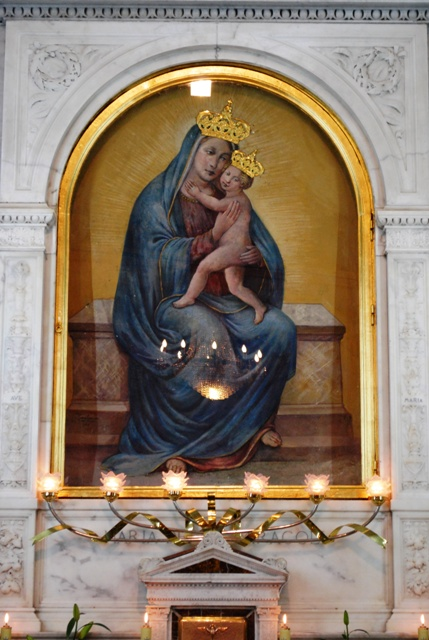
Immagine della Madonna dei Miracoli custodita nel Santuario della Madonna dei Miracoli di Alcamo.

Madonna dei Miracoli o Maria Santissima dei Miracoli è uno degli appellativi con cui la Chiesa cattolica venera la Vergine Maria, madre di Gesù.
È la santa patrona di alcune località tra cui Alcamo, Mussomeli, Andria  e Trepuzzi.

## Il culto ad Alcamo

### Storia

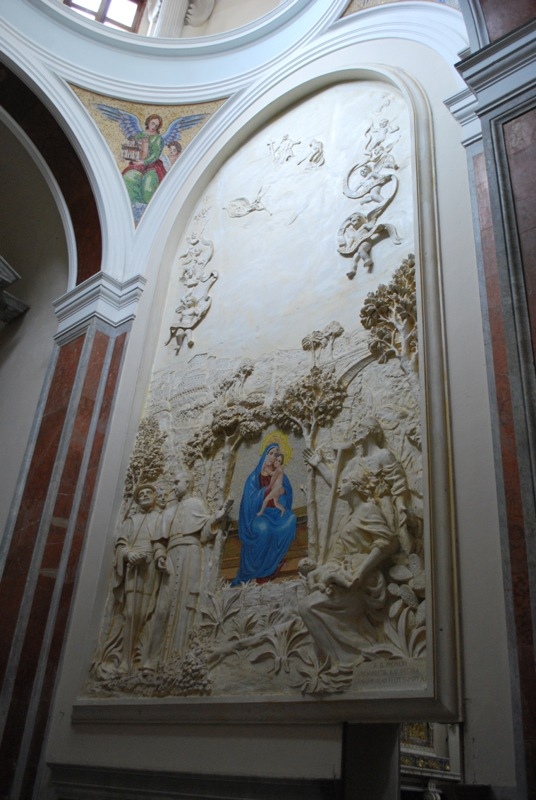
Raffigurazione del ritrovamento dell'immagine della Madonna dei Miracoli (cappella nella Basilica di Santa Maria Assunta di Alcamo).

Il culto della Madonna dei Miracoli ad Alcamo risale al 21 giugno 1547, data in cui si ricorda l'apparizione della Madonna ad alcune popolane in prossimità di un torrente che scorre a nord della città di Alcamo.
Secondo la tradizione, le popolane, tra cui una cieca e una sorda, mentre erano intente a lavare i panni al torrente, videro apparire una donna con un bambino e vennero colpite da una raffica di sassi che furono spostati durante l'apparizione, senza però subire alcuna ferita o dolore; al contrario, dopo essere colpite dai sassi, provarono stranamente un certo senso di benessere e guarirono. Dopo avere appreso tale notizia, i mariti delle donne, pensando che si trattasse di una burla, andarono a investigare sull'accaduto, pensando che ci fosse qualcuno nascosto tra i cespugli lì attorno, ma non trovarono nessuno.
Sul luogo dunque investigarono le autorità locali, che abbatterono un boschetto lì vicino trovando le rovine della "cuba", un antico arco di mulino del quale si era persa memoria, e al suo interno un affresco su pietra di un pittore ignoto del XIII secolo, raffigurante la Madonna col bambino Gesù, alla quale in un primo tempo i fedeli diedero il nome di "Madonna Fonte della Misericordia".
Dopo tale rinvenimento gli alcamesi iniziarono a pregare in presenza dell'immagine ritrovata e nei giorni seguenti accaddero diversi miracoli.
A partire dal 1547, la Madonna dei Miracoli divenne dunque la santa patrona della città di Alcamo, sostituendo il Santissimo Crocifisso, che era santo patrono di Alcamo e di altri comuni limitrofi (tra cui Calatafimi e Salemi). Il ricordo dell'antico santo patrono permane comunque nella cultura alcamese: infatti gli alcamesi chiamano San Francesco di Paola "santu patri" (che tradotto significa "santo patrono") poiché la chiesa a lui intitolata una volta era chiamata Chiesa del Santissimo Crocifisso.
All'immagine ritrovata della Madonna venne inizialmente dato il nome di "Madonna Fonte della Misericordia", ma, a causa dell'elevato numero di miracoli che seguirono, nel 1583 il nome venne cambiato in "Madonna dei Miracoli".
In seguito a tali fatti, Don Fernando Vega, governatore di Alcamo e capitano di giustizia, ordinò la costruzione del Santuario della Madonna dei Miracoli, dove viene conservata l'immagine della Madonna. Nel santuario, all'interno di un sarcofago in marmo bianco, si conservano inoltre le ceneri del governatore Don Fernando Vega, per suo stesso volere.

### Festeggiamenti

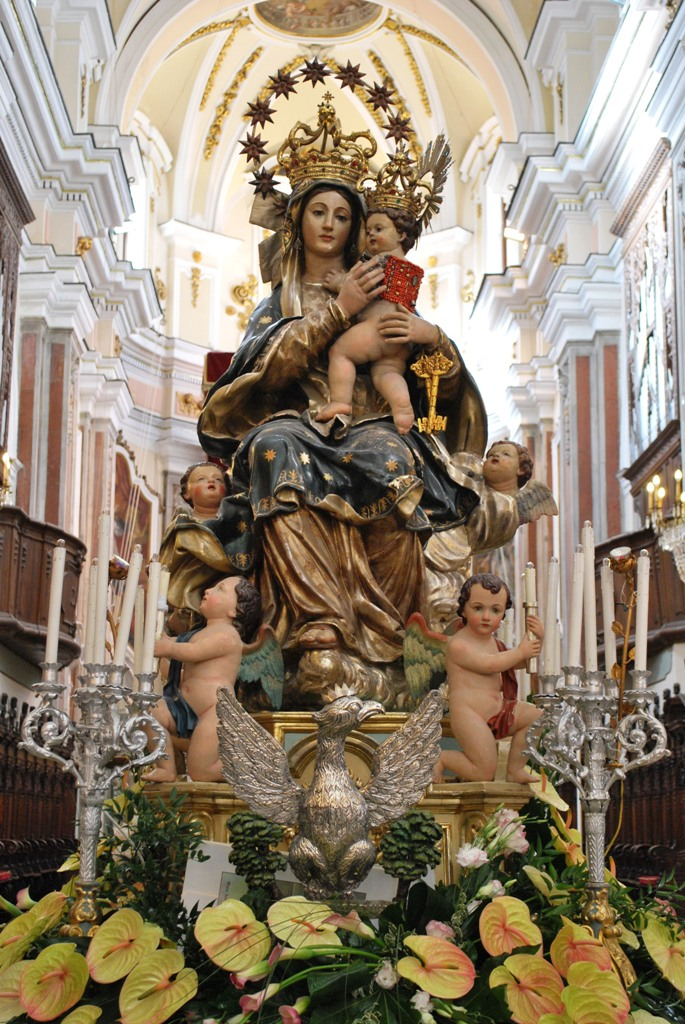
Simulacro processionale di Maria SS dei Miracoli, opera di Lorenzo Curti di Castelvetrano, 1720.

Ogni anno nella città di Alcamo ricorrono i festeggiamenti in onore della Madonna dei Miracoli dal 19 al 21 giugno. Tale festa costituisce la maggiore festività religiosa e folkloristica della città di Alcamo. Spesso i festeggiamenti veri e propri vengono anticipati da altri eventi, allungando così la festa a circa due settimane, per cui l'inizio dei festeggiamenti varia ogni anno, mentre il giorno conclusivo cade sempre il 21 giugno.
I festeggiamenti comprendono:
- Lo "scampanio dei sacri bronzi" che apre i festeggiamenti assieme allo scoppio di mortaretti e al passaggio della banda musicale per le vie della città di Alcamo;[4] in passato alla banda di Alcamo si univa anche la banda musicale della città di Partinico.[4]
- La santa messa in onore della Madonna dei Miracoli nella Basilica di Santa Maria Assunta (anche detta "chiesa madre"), alla quale partecipano tutte le confraternite e le aggregazioni laicali della città di Alcamo.[11]
- La discesa al santuario della Madonna dei Miracoli (detta "calata"[4]), alle quali partecipano anche le autorità civili e religiose della città (tra cui il sindaco di Alcamo), preceduti dal gonfalone della città di Alcamo.[11] Anticamente venivano condotti al santuario anche gli animali che si erano guariti da una malattia.[1] All'interno del santuario vengono svolti vespri cantati e la benedizione eucaristica.[4]
- Spettacoli di danza, musica[1] e teatro.
- Eventi sportivi.[1]
- Mostre di vario genere,[10] tra cui la "Mostra dell'Artigianato".[12]
- "Fiera Mercato" presso piazza della Repubblica.[12]
- Festival degli artisti di strada,[1] detti "madonnari".[12]
- Processione della statua della Madonna dei Miracoli per le vie cittadine e ritorno alla chiesa madre.[1] Prima di tale processione solenne, la statua della Madonna dei Miracoli, creata nel 1720 da Lorenzo Curti[13] di Castelvetrano, viene addobbata con uno stellario d'argento, una corona e un fermaglio impreziosito di pietre preziose (detto "tuppu di la Maronna") che viene posto dietro la nuca della Madonna.[7] La statua viene dunque fatta uscire dalla chiesa madre, viene portata a spalla dai fedeli per le vie della città,[5] accompagnata dalla banda musicale[10] e alla fine della serata rientra nella chiesa madre.[10]
- Giochi pirotecnici in prossimità del cosiddetto "bastione" in piazza Bagolino.[10] Vengono svolti a conclusione della festa, immediatamente in seguito al rientro del simulacro nella chiesa madre, intorno a mezzanotte.[1]

La tradizionale discesa al santuario viene inoltre messa in scena durante il cosiddetto "Corteo Storico" svolto con abiti d'epoca. Tale corteo, che anticipa la "calata" vera e propria, passa per il corso VI Aprile e piazza Ciullo, per poi concludersi al Castello dei Conti di Modica. Al corteo partecipano tra l'altro le maestranze dell'associazione "I Cavalieri di San Giorgio".
In passato erano anche previste le corse dei cavalli lungo il corso VI Aprile (e negli ultimi anni anche nel viale Italia), ma tale tradizione (detta "Palio di Alcamo") fu poi interrotta a seguito delle richieste da parte dell'Associazione Nazionale Tutela Animali, dell'Organizzazione Internazionale Protezione Animali e dell'Osservatorio Zoomafia della Lega anti vivisezione, che denunciarono i maltrattamenti svolti sugli animali e la partecipazione di persone coinvolte in attività illecite.

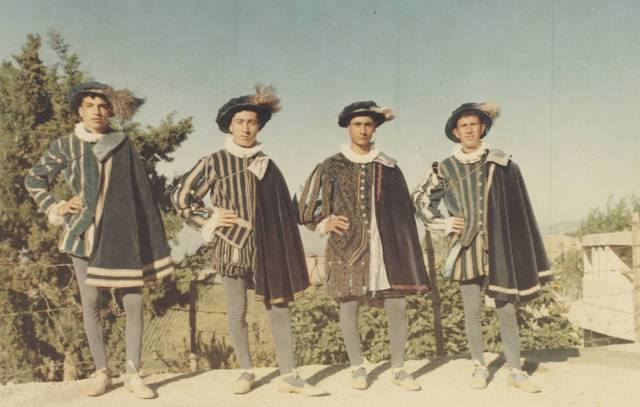
Costumi de "I Cavalieri di San Giorgio" indossati durante il corteo storico (1966).
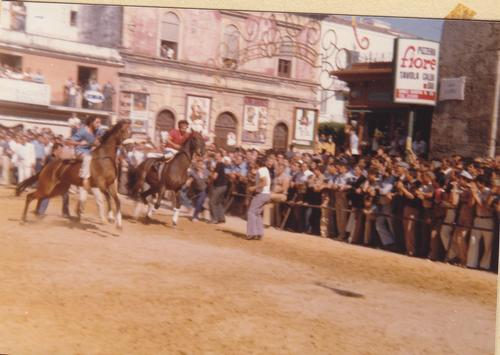
Corse dei cavalli nel corso VI Aprile (1979)
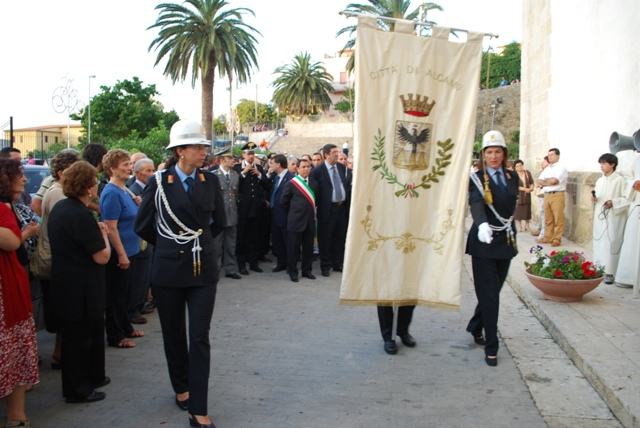
Discesa al santuario.
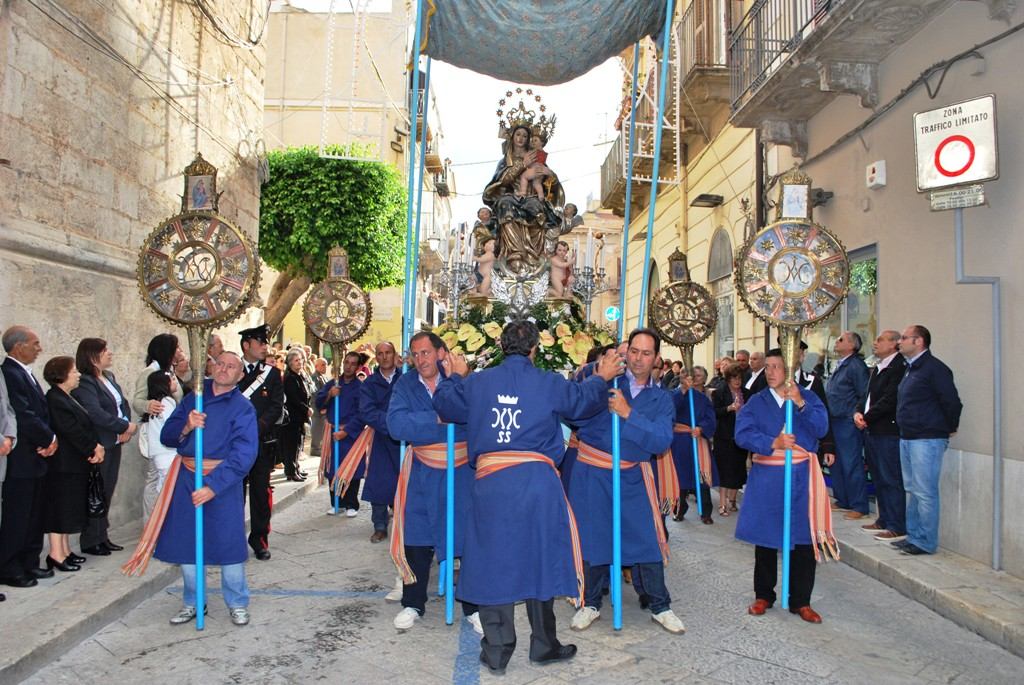
Processione solenne della statua della Madonna dei Miracoli.
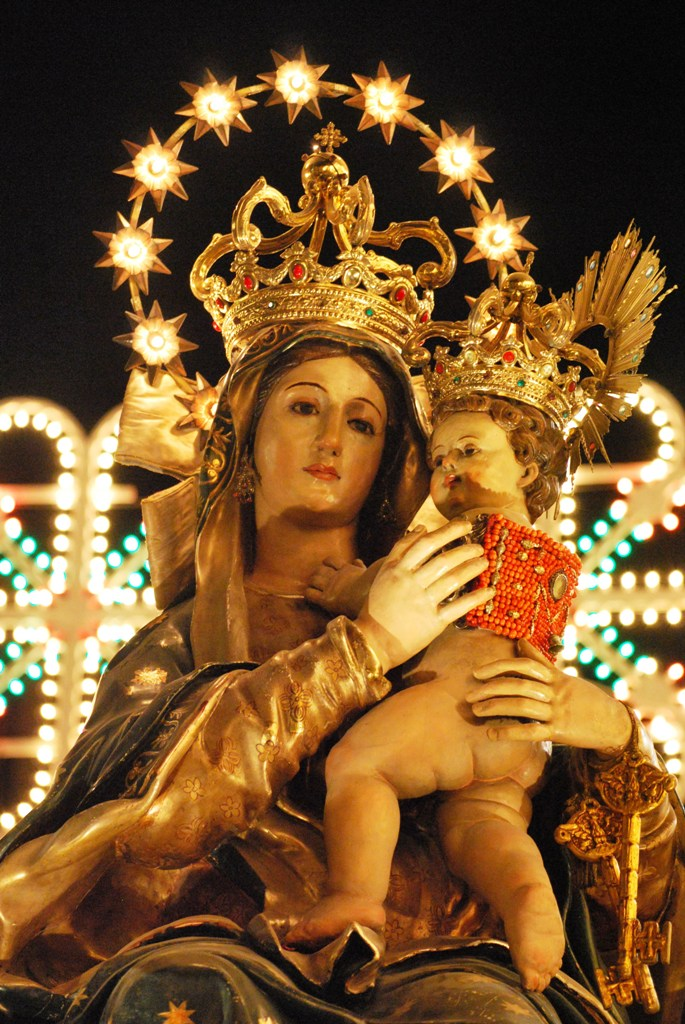
Statua della Madonna dei Miracoli durante la processione solenne.
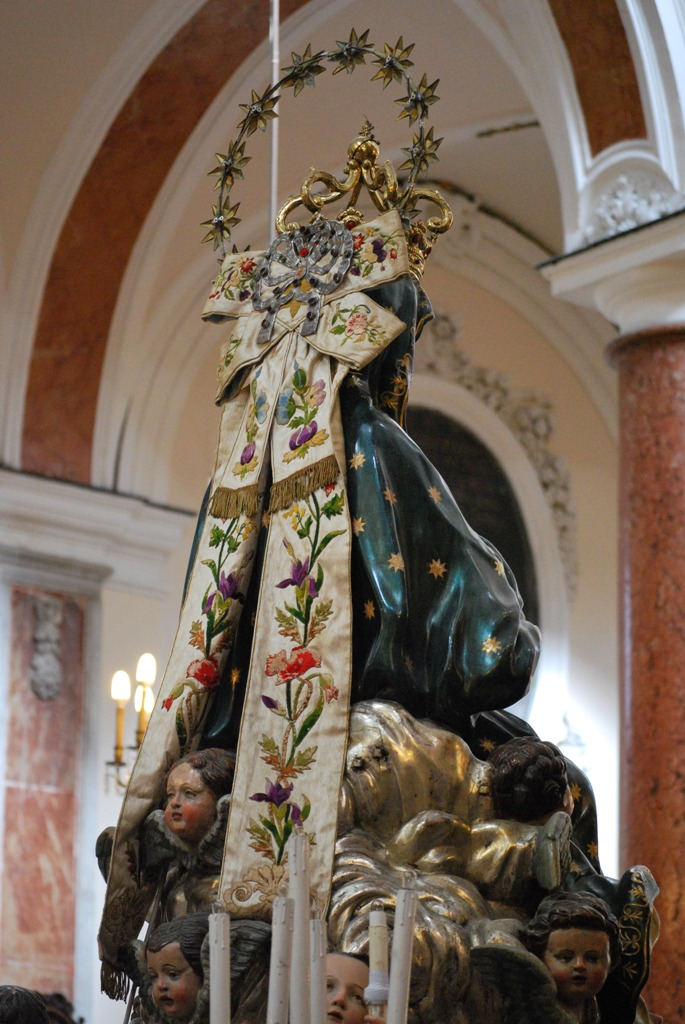
"Tuppu di la Maronna"
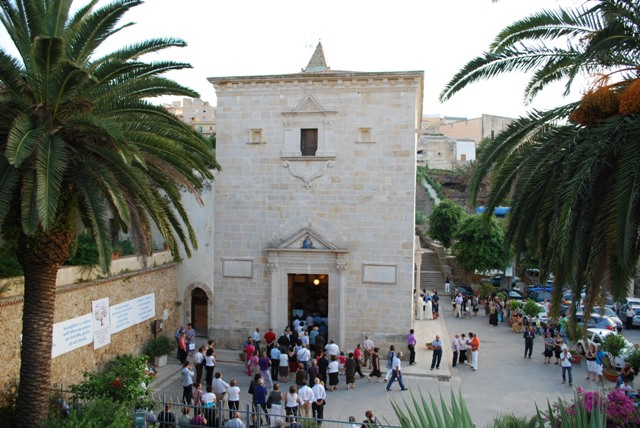
Il Santuario della Madonna dei Miracoli durante la tradizionale "calata".

### Processione penitenziale
A partire dal 1615, anno in cui la città era gravemente colpita dalla peste, si svolge ad Alcamo la cosiddetta "processione penitenziale" della Madonna dei Miracoli. Durante tale processione, che avviene nella terza domenica di Quaresima, la statua della Madonna dei Miracoli viene portata dalla chiesa madre alla chiesa dei Santi Paolo e Bartolomeo, dove rimane una settimana in cui viene solennizzata, per poi fare ritorno alla chiesa madre.

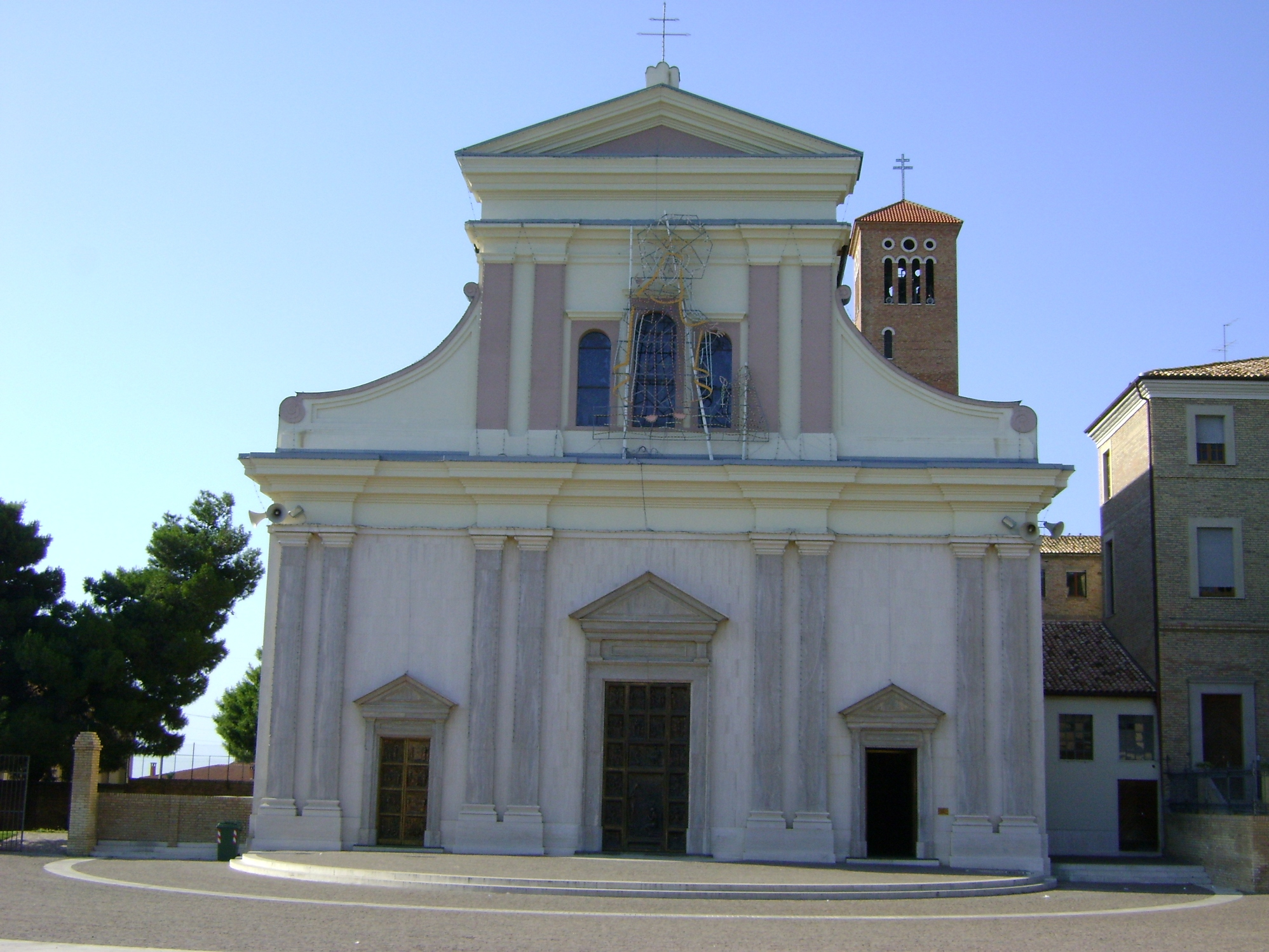
Santuario di Casalbordino

## Il culto a Casalbordino
Nel comune abruzzese di Casalbordino esiste un'ulteriore leggenda legata al culto della Madonna dei Miracoli. 
11 giugno 1576 si verificò l'apparizione al contadino Alessandro Muzio di Pollutri, venuto nella località Piano del Lago per constatare i danni di una forte alluvione. Recitando il rosario, udì suonare la campana della chiesa parrocchiale del paese annunciante la consacrazione dell'Eucaristia. Così apparve la Madonna spiegando che l'alluvione era stata mandata dal Cielo come monito contro il peccato dell'uomo, risparmiando però il campo di Alessandro. Lì dunque fu costruita una cappella votiva, già trasformata in piccola chiesa nel 1614 per i frequenti pellegrinaggi.